# Стародубське (Сахалінська область)
Стародубське (рос. Стародубское) — село у Долинському міському окрузі Сахалінської області Російської Федерації.
Населення становить 2262 особи (2013).

## Історія
З 1905 по 3 вересня 1945 року у складі губернаторства Карафуто Японії, відтак у складі Долинського міського округу Сахалінської області.

## Населення
| 1925 | 1935  | 2002  | 2010  | 2013  |
| ---- | ----- | ----- | ----- | ----- |
| 2353 | ↘1837 | ↗2521 | ↘2341 | ↘2262 |